# ポリス・ストーリー (テレビドラマ)

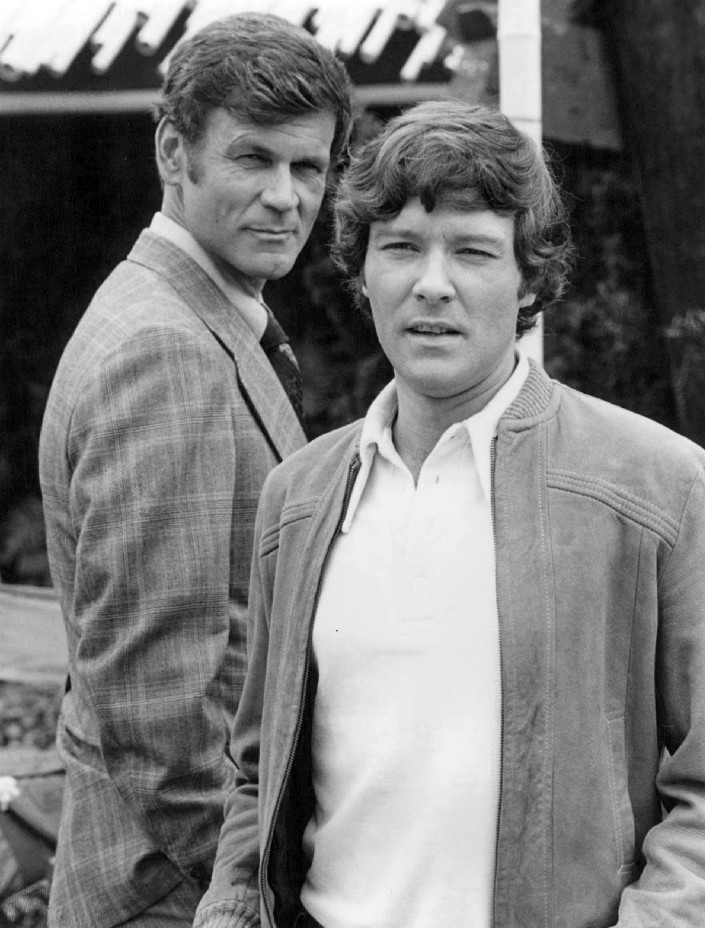
ポリスストーリー （1975）のエピソードでのドン・マレーとマイケルアンダーソンジュニア

『ポリス・ストーリー』(Police Story)は、1973年9月25日から1987年5月3日までNBCで放送されたアメリカのアンソロジー形式の犯罪ドラマのテレビシリーズである。 
この番組は、作家で元警察官のジョゼフ・ウォンボーによって作られ、The Complete Directory of Prime Time Network and Cable TV Shows では、「テレビで見られるより現実的な警察シリーズの一つ」と表現されていた。 
番組の制作はデヴィッド・ガーバー(David Gerber)とメル・スウォープ(Mel Swope)が担当した。 

## 概観
この番組はアンソロジーだったが、どのエピソードにも共通している点があった；例えば、各エピソードの主人公は明らかに常に警察官だった。設定は常にロサンゼルスであり、キャラクターは常にLAPDの警察署で働いていた。アンソロジー形式にもかかわらず、何人かの常連のキャラクターがいた。最初の3シーズンの間に、スコット・ブレイディは引退して警察官へのケータリングバーを開いていた元警官、「ヴィニー」として16のエピソードに登場し、キャラクターやプロットにコメントし、シリーズの実行中にギリシャ劇の合唱団のようなものとして機能していた。そのほかに複数回出演したのは、トニー・ロビアンコとドン・メレディスで、それぞれ強盗殺人課のパートナーであるトニー・カラブレーゼとバート・ジェイムソンとして5回出演しており、そのうち4回は同じエピソードに出演している。ヴィック・モローは、パイロット版の "Slow Boy" と第1シーズンの2部構成のエピソード "Countdown" で、監視の専門家ジョー・ラフリーダを演じた。風紀課から殺人課の刑事になったチャーリー・ゾンカは2つのエピソードでジェームズ・ファレンティノが演じ、ジョン・ベネット・ペリーはパイロット版を含めて最初の2シーズンでチック・トーピー巡査を5回演じた。チャック・コナーズとジャッキー・クーパーは、法律の両面で異なるキャラクターとして様々なエピソードで出演した。 
アンソロジー形式を採用したことで、従来の警察ドラマに比べて、より多様な警察の活動や経験を描くことができた。それに加えて、重大犯罪を捜査する刑事や、犯罪発生率の高い地域のパトロール警官に加えて、ショーは、アカデミーを介してそれを作るためにしようとする新たに雇われた士官候補生、男性優位の職業に適合しようとしている女性警官、事故を調査する交通警官、結婚生活の困難やアルコール依存症に対処する警察官、一つの指紋から容疑者を抽出しようとする指紋鑑定士、大都市警察の指揮官のストレスに対処する高官、勤務中の負傷による永久的な身体障害に適応する警官、家族を養うのに十分なお金を稼ぐために2つの異なる仕事を両立させようとする警官などを描いた。 
アンソロジー形式は、シリーズ化のためのキャラクターや設定を試すこともでき、放送期間中に3つのスピンオフ作品を生み出した。アンジー・ディキンソンが主演した第1シーズンのエピソード "The Gamble" は、1974年から1978年まで放送され成功を収めた『女刑事ペパー』のパイロット版となった。ロイド・ブリッジズが主演した第2シーズンのエピソード "The Return of Joe Forrester" はフルシーズン続く週刊シリーズ『警官フォレスター』“Joe Forrester” へと発展した。最後に、デヴィッド・キャシディ主演の第5シーズンの特別エピソード "A Chance to Live" が、シリーズ『潜行刑事ダン』としてスピンオフした。このシリーズは成功せず、10話で打ち切られた。 
後のシーズンでは、おそらく週単位でアンソロジー形式を維持するための費用のために、ポリス・ストーリーは不定期に予定されたテレビ映画のシリーズとなった。   
『ポリス・ストーリー』は、NBCの『ヒルストリート・ブルース』（1981-1987）、Law＆Order（1990-2010）、ABCの『NYPDブルー』（1993-2005）、NBCの『ホミサイド/殺人捜査課』（1993-1999）、FXの『ザ・シールド ルール無用の警察バッジ』（2002-2008）などの先駆者だった。

## ゲストスター
俳優、ミュージシャン、スポーツ選手、ラジオのパーソナリティ、元実在の警官など、1960～70年代にお馴染みの人物が多数出演している。 
| - ジョン・アスティン - エドワード・アズナー - フランキー・アバロン - ロバート・アルダ - デジ・アーナズ・ジュニア - エドワード・アルバート - ペドロ・アルメンダリス・Jr - マイケル・アンサラ - ロニ・アンダーソン - タイジ・アンドリュース - エディ・イーガン - リチャード・イーガン - ロバート・イトウ - デニス・ウィーバー - シンディ・ウィリアムズ - フレッド・ウィリアムソン - ラリー・ウィルコックス - ジャン＝マイケル・ヴィンセント - ゲイリー・ヴィンソン - ロバート・ウォールデン - ジェームズ・ウッズ - ラナ・ウッド - クロード・エイキンズ - チャド・エヴェレット - ビンス・エドワーズ - ドナルド・オコナー - ヒュー・オブライアン - サリー・カークランド - ジャック・カーター - レノア・カスドルフ - ゲイブ・カプラン - アンジャネット・カマー - ジョー・ガラジオラ - ロバート・カルプ - ジョセフ・カンパネラ - デヴィッド・キャシディ | - クルー・ギャラガー - ジャッキー・クーパー - ハロルド・グールド - ロバート・グーレ - ブランドン・クルーズ - デビッド・グロー - ジェームズ・クロムウェル - ケイシー・ケイサム - ゴッドフリー・ケンブリッジ - デニス・コール - マイケル・コール - ダブニー・コールマン - ルイス・ゴセット・ジュニア - チャック・コナーズ - マイク・コナーズ - ゲイリー・コリンズ - バート・コンビー - ジョン・サクソン - アルバート・サルミ - ジョー・サントス - グレゴリー・シエラ - ウィリアム・シャトナー - ウィリアム・シャラート - デビッド・ジャンセン - ゴードン・ジャンプ - クリストファー・ジョージ - ドン・ジョンソン - ラッセル・ジョンソン - マーサ・スコット - シルヴェスター・スタローン - ステラ・スティーヴンス - ディーン・ストックウェル - ディーン・スミス - キム・ダービー | - チェザーレ・ダノーヴァ - ハワード・ダフ - ジェームズ・ダレン - アンジー・ディキンソン - クリフトン・デイビス - パティ・デューク - デビッド・ドイル - ルーファス・トーマス - ケビン・ドブソン - フランス・ニュイエ - エド・バーンズ - ラリー・ハグマン - ジム・バックス - ディック・バトカス - ジョージ・ハミルトン - バーニー・ハミルトン - ケイ・バラード - マーティン・バルサム - サンディ・バロン - ポール・ピセルニ - ジョン・ビビアン - アントニオ・ファーガス - メル・ファーラー - シェリー・フェブレー - ノーマン・フェル - ジョン・フォーサイス - グレン・フォード - ジム・ブラウン - ロバート・ブラウン - ロイド・ブリッジス - ジョーン・ブロンデル - ダイアン・ベイカー - フリーダ・ペイン - カール・ベッツ | - ジョアンナ・ペティット - ノア・ベリー・ジュニア - エドガー・ベルゲン - スチュアート・ホイットマン - ダニー・ボナドゥース - ロドルフォ・ホヨス・ジュニア - アール・ホリマン - ドン・マーレー - ダーレン・マクギャヴィン - ジョージ・マハリス - ダイアナ・マルドア - ロバート・マンダン - キャメロン・ミッチェル - サル・ミネオ - ドナ・ミルズ - マーティン・ミルナー - トニー・ムサンテ - ヴィック・モロー - リカルド・モンタルバン - マイケル・ラーンド - カート・ラッセル - ジョン・ラッセル - シェリル・ラッド - デラ・リース - クリーヴォン・リトル - ティナ・ルイーズ - ジェリー・リー・ルイス - ジョン・ルプトン - スティーブ・ローレンス - ゲイリー・ロックウッド - アレックス・ロッコ - パーネル・ロバーツ - トニー・ロビアンコ - スモーキー・ロビンソン |

## エピソード
| シーズン | シーズン | エピソード | 初回放映      | 初回放映      |
| シーズン | シーズン | エピソード | 第一話        | 最終話        |
| -------- | -------- | ---------- | ------------- | ------------- |
|          | 1        | 22         | 1973年9月25日 | 1974年3月26日 |
|          | 2        | 22         | 1974年9月10日 | 1975年5月6日  |
|          | ３       | 22         | 1975年9月9日  | 1976年3月12日 |
|          | 4        | 22         | 1976年9月21日 | 1977年4月5日  |
|          | 5        | 8          | 1977年9月27日 | 1979年5月23日 |
|          | 6        | 2          | 1980年4月2日  | 1987年5月3日  |

## 賞とノミネート
2つのエピソードが、アメリカのミステリー作家からテレビシリーズの最優秀エピソードに贈られるエドガー賞を受賞した：サイ・サルコウィッツが書いた "Requiem for an Informer"（第1シーズン）とロバート・L・コリンズが書いた "Requiem for C.Z. Smith"（第2シーズン）である。1976年、この番組はプライムタイムエミー賞の優秀ドラマシリーズ賞を受賞し、1974年、1975年、1977年にも同賞にノミネートされた番組の一つだった。 

## ホームメディア
Shout! ファクトリー（ソニー・ピクチャーズからライセンスを受けている）は、「ポリス・ストーリー」の最初の3シーズンをDVDでリージョン1でリリースした。 
| DVD名     | Ep＃ | 発売日        |
| --------- | ---- | ------------- |
| シーズン1 | 22   | 2011年9月6日  |
| シーズン2 | 22   | 2017年8月15日 |
| シーズン3 | 22   | 2018年8月21日 |

## 1988リバイバル
1988年10月29日から12月3日まで、ABCは脚本家のストライキで延期されたABCミステリームービーの代わりにオリジナルの脚本を使って4本のポリス・ストーリーを放送した。主演はケン・オリン、ロバート・コンラッド、リンゼイ・ワグナー、ジャック・ウォーデンだった。 

### エピソード
| シーズン | シーズン | エピソード | 初回放映       | 初回放映      |
| シーズン | シーズン | エピソード | 第一話         | 最終話        |
| -------- | -------- | ---------- | -------------- | ------------- |
|          | 1        | 5          | 1988年10月29日 | 1988年12月3日 |

## 日本での放送
日本では1978年2月18日から1979年3月31日まで日本テレビで放送された。放送時間は土曜23:45 - 翌0:40（24:40。JST）だが、1978年のナイターシーズン中にプロ野球ナイター中継（当時は19:30 - 20:54）が編成された時は、土曜20:00の『全日本プロレス中継』をこの枠に繰り下げて録画放送するため、本作は休止された。しかし1979年4月の改編で『全日本プロレス中継』が土曜17:30 - 18:25に移動したため、「海外ドラマを休止してプロレス中継を繰り下げ放送」はこれが最後となった。